# Vraňany
Vraňany jsou obec v okrese Mělník ve Středočeském kraji, asi 9 km západně od Mělníka a žije zde 1 000 obyvatel.
Pod Vraňany spadá i vesnice Mlčechvosty.

## Části obce
- Mlčechvosty
- Vraňany

## Historie
První písemná zmínka o obci pochází z roku 1227.

### Územněsprávní začlenění
Dějiny územněsprávního začleňování zahrnují období od roku 1850 do současnosti. V chronologickém přehledu je uvedena územně administrativní příslušnost obce v roce, kdy ke změně došlo:
- 1850 země česká, kraj Praha, politický i soudní okres Mělník[4]
- 1855 země česká, kraj Praha, soudní okres Mělník
- 1868 země česká, kraj Praha, politický i soudní okres Mělník
- 1939 země česká, Oberlandrat Mělník, politický i soudní okres Mělník[5]
- 1942 země česká, Oberlandrat Praha, politický i soudní okres Mělník[6]
- 1945 země česká, správní i soudní okres Mělník[7]
- 1949 Pražský kraj, okres Kralupy nad Vltavou[8]
- 1960 Středočeský kraj, okres Mělník
- 2003 Středočeský kraj, okres Mělník, obec s rozšířenou působností Mělník

### Rok 1932
V obci Vraňany (699 obyvatel, poštovní úřad) byly v roce 1932 evidovány tyto živnosti a obchody: biograf Sokol, 2 obchody s dřívím, fotoateliér, 2 holiči, hospodářské strojní družstvo, 5 hostinců, výroba chemikálií, kolář, kovář, malíř pokojů, obuvník, pekař, pokrývač, 6 rolníků, 2 řezníci, sedlář, lištírna semen, 7 obchodů se smíšeným zbožím, Spořitelní a záložní spolek ve Vraňanech, stavitel, 2 trafiky, obchod s uhlím.
V obci Mlčechvosty (376 obyvatel, samostatná obec se později stala součástí Vraňan) byly v roce 1932 evidovány tyto živnosti a obchody: 2 hostince, kovář, obuvník, 6 rolníků, řezník, 2 obchody se smíšeným zbožím, švadlena, trafika, velkostatek Procházka.

### Rok 2007
19. března 2007 na železničním přejezdu nedaleko Vraňan vykolejila souprava rychlíku po srážce s odstaveným osobním automobilem.

## Pamětihodnosti
- Laterální plavební kanál Mělník–Vraňany

## Osobnosti
- Václav Viktorín (1849–1924), operní pěvec

## Doprava

### Dopravní síť
Okrajem území obce prochází silnice I/16 Řevničov - Slaný - Mělník - Mladá Boleslav. Železnice – Místní železniční stanice Vraňany je uzlem:
- Železniční trať Praha–Děčín je dvoukolejná elektrizovaná celostátní trať zařazená do evropského železničního systému, součást 1. a 4. koridoru mezi Prahou, Ústím nad Labem, Děčínem a Drážďany. Doprava byla zahájena roku 1850, max. traťová rychlost je 160 km/h.
- Železniční trať Vraňany – Lužec nad Vltavou je jednokolejná regionální trať, nákladní doprava byla na trati zahájena roku 1887, osobní doprava roku 1929.
- Železniční trať Vraňany – Straškov - Libochovice je jednokolejná regionální trať, doprava na ní byla zahájena roku 1907.

Na území obce leží ještě železniční zastávka Mlčechvosty na děčínské trati.

### Veřejná doprava 2012
- Autobusová doprava – Z obce vedly příměstské autobusové linky Mělník - Lužec nad Vltavou  -Kralupy nad Vltavou (v pracovních dnech 3 spoje), Kralupy nad Vltavou - Jeviněves - Mělník (v pracovních dnech 4 spoje) a Mělník - Spomyšl - Kralupy nad Vltavou (v pracovních dnech 2 spoje) (dopravce ČSAD Střední Čechy).
- Železniční doprava – Po trati Praha - Děčín vedou linky S4 (Praha - Vraňany - Hněvice) a R4 (Praha - Kralupy nad Vltavou - Hněvice) v rámci pražského systému Esko. V železniční stanicí Vraňany zastavovalo v pracovních dnech 17 osobních vlaků, o víkendech 10 osobních vlaků. Expresy i rychlíky zde projížděly. Po lužecké trati jezdilo v pracovních dnech 9 párů osobních vlaků, o víkendových dnech byla bez provozu. Směrem na Straškov vyjíždělo v pracovních dnech 12 osobních vlaků, z toho některé jen do sousedních Horních Beřkovic; o víkendech 3 osobní vlaky.